# Тандил
Тандил (шп. Tandil) је град у Аргентини у покрајини Буенос Ајрес. Према процени из 2005. у граду је живело 104.507 становника.

## Становништво
Према процени, у граду је 2010. живело 116,916 становника.
| 1980.  | 1991.  | 2001.   |
| ------ | ------ | ------- |
| 79.429 | 91.101 | 101.010 |